# Стеблюк Всеволод Володимирович
Стеблюк Всеволод Володимирович (нар. 4 травня 1967, Київ) — український вчений-медик, громадський діяч та бард, доктор медичних наук, професор, заслужений лікар України (2008), Академік Академії наук вищої школи України (2023), лауреат Державної премії України в галузі науки і техніки (2018), лауреат премії Кабінету Міністрів України за розробку та впровадження інноваційних технологій (2019).
Учасник Революції гідності та військовий лікар на війні на сході України, відомий з позивним «Айболіт», учасник боїв під Іловайськом.
Один з розробників теорії та практики сучасної військової медицини України.

## Життєпис
У 1984 році вступив на перший курс медичного інституту ім. Богомольця в Києві. В 1989 році організовує осередок Народного Руху України в Київському медичному інституті. В 1990 році бере участь у «Революції на граніті», очолює медичну службу табору голодуючих студентів. У 1990 році стає членом Української республіканської партії. У 1989—1992 роках бере участь в різних мистецьких заходах як автор і виконавець пісень, головним чином патріотичної лірики. Лауреат фестивалів «Молодість», «Оберіг», «Дзвін». Входив до так званого «Деміївського братства» (І. Жук, О. Різник, В. Семенов, С. Пиркало).
Закінчив у 1992 році Київський медичний інститут ім. Богомольця. У 1992—1993 роках працював лікарем-анестезіологом НДІ серцево-судинної хірургії.
У 1993—1999 роках був начальником відділення інтенсивної терапії госпіталю ГУМВС України в м. Києві. У 1999—2004 роках на працює на наукових посадах в закладах МОЗ України.
Від 2004 року поновлений на службі в МВС, очолював медичну службу Київської міліції.
Від 2010 року — професор кафедри криміналістики та судової медицини (з курсом судової психіатрії та наркології) Національної академії внутрішніх справ.
Під час визвольних змагань 2013—2014 року — лікар Майдану, заступник керівника медичної служби Штабу національного спротиву.
Після майдану вступив до лав батальйону «Миротворець» як начальник медслужби батальйону. Під Іловайськом на виході по «коридору смерті» врятував понад 80 поранених бійців. Істрорія порятунку поранених стала майже легендою, цій події присвячено експозицію з фігурою В. Стеблюка в Музеї становлення української нації.
З грудня 2014 по квітень 2017 року — помічник Міністра оборони України з медичного напряму та реабілітації. Створив перший в Україні Центр психофізичної реабілітації при Військово-медичному клінічному центрі професійної патології військовослужбовців Збройних Сил, організовує роботу Військово-цивільного координаційного штабу медичної допомоги, першої навчальної медичної роти ЗСУ.
З квітня 2016 року по червень 2020 року— на посаді заступника начальника Української військово-медичної академії з клінічної роботи. Головні напрями діяльності — медико-психологічна реабілітація учасників АТО, дослідження контузії та постконтузічного синдрому. Звільнився з військової служби за станом здоров'я в 2020 році.
З червня 2020 року по квітень 2021 — генеральний директор директорату медичного забезпечення, реабілітації та соціальної реадаптації ветеранів в Міністерстві у справах ветеранів України. Розробив у співавторстві «Дорожню карту реабілітації екс-комбатантів».
З вересня 2020 року — професор Національного медичного університету імені О. Богомольця, викладає медицину невідкладних станів та військово-спеціальну медичну підготовку в інституті післядипломної освіти.
У 2017 році повертається до активного мистецького та суспільного життя: створює телепроєкт «Додому», присвячений проблемам ветеранів АТО, стає лауреатом фестивалю «Пісні народжені в АТО», видає автобіографічну книгу «Синдром АТО. Нотатки Айболіта». Долучається до українського кінематографа, спочатку як консультант фільму «Кіборги» режисера Ахтема Сейтаблаєва, потім грає епізодичні ролі у фільмі Олеся Саніна «Довбуш» (роль польського лікаря) та у фільмі Андрія Кавуна «Кордон», за романом Євгена Положія «Іловайськ». В цьому фільмі роль «Айболіта» зіграв народний артист України Богдан Бенюк, а В.Стеблюк грає роль старшини.
З початку повномасштабного вторгнення російських військ брав участь у медичному забезпеченні оборони Києва, евакуації цивільних мешкаців Ірпіня та Бучі, супроводі оперативних груп МВС при зачистці звільнених територій. З квітня по листопад 2022 року — медичний директор Першого добровольчого мобільного шпиталю імені Миколи Пирогова.
З грудня 2022 року — військовий медик в Національній Гвардії України, командир медичної роти «Діти Айболіта».

## Нагороди
- Орден Свободи (22 серпня 2016) — за значний особистий внесок у державне будівництво, соціально-економічний, науково-технічний, культурно-освітній розвиток України, вагомі трудові здобутки та високий професіоналізм[5]
- Заслужений лікар України (15 квітня 2008) — за мужність, самовідданість, високий професіоналізм, виявлені під час ліквідації наслідків Чорнобильської катастрофи, вагомі трудові досягнення у реалізації важливих соціальних та природоохоронних державних програм, багаторічну громадську діяльність[6]
- Державна премія України в галузі науки і техніки 2018 року — за Цикл наукових праць «Стрес-асоційовані розлади здоров'я в умовах збройного конфлікту»[7] (у складі колективу)
- У 2015 році нагороджений недержавною відзнакою — «Народний Герой України», запровадженою за ініціативою колекціонера антикваріату та волонтера Андрія Боєчка та ювеліра Дмитра Щербакова.
- Нагородна зброя від Міністра оборони України (2016) та Міністра внутрішніх справ України (2017).
- В 2018 році нагороджений Відзнаками Президента України «За участь в антитерористичній операції» та «За гуманітарну участь у антитерористичній операції».

## Наукова діяльність
В 1999 році захищає кандидатську дисертацію на тему «Трансфузійно-детоксикаційна терапія синдрому ендотоксикозу при захворюваннях печінки з застосуванням біоспецифічних гемосорбентів», присвячену проблемам екстракорпоральної детоксикації при захворюваннях печінки.
У 2007 році захищає докторську дисертацію на тему «Патогенетичне обґрунтування використання фізичних чинників у комплексному відновлювальному лікуванні хворих на психофізичні дезадаптози», присвячену відновному лікуванню хворих з психо-фізичними дезадаптозами (синдром хронічної втоми, фіброміалгія, синдром менеджера).
Коло наукових інтересів: медицина воєнного часу, від невідкладних станів при бойовій травмі (питання анестезіології, інтенсивної терапії), організації медичного забезпечення до проблеми психо-фізичної реабілітації.
Автор теорії психо-фізичних дезадаптозів (2000). Засновик напряму «Адаптивна медицина» (разом з О. Бурлакою, (2004).
Засновник та голова науково-методичної ради ГО «Українська асоціація військової медицини».
В складі творчого колективу став лауреатом Державної премії України в галузі науки та техніки за 2018 рік за цикл праць «Стрес-асоційовані розлади здоров'я в умовах збройного конфлікту» (Указ Президента України № 112 від 8 квітня 2019 року), а в 2019 — лауреатом премії Кабінету Міністрів України за розробку та впровадження інноваційних технологій.